# Parabonzia mumai
Parabonzia mumai är en spindeldjursart som beskrevs av Frank Jason Smiley 1992. Parabonzia mumai ingår i släktet Parabonzia och familjen Cunaxidae. Inga underarter finns listade i Catalogue of Life.